# Phyllecthris dorsalis
Phyllecthris dorsalis är en skalbaggsart som först beskrevs av Olivier 1808.  Phyllecthris dorsalis ingår i släktet Phyllecthris och familjen bladbaggar. Inga underarter finns listade i Catalogue of Life.